# 48 Heures
Pour les articles homonymes, voir 48 Heures (homonymie).
Série
48 Heures de plus
(1990)
Pour plus de détails, voir Fiche technique et Distribution.

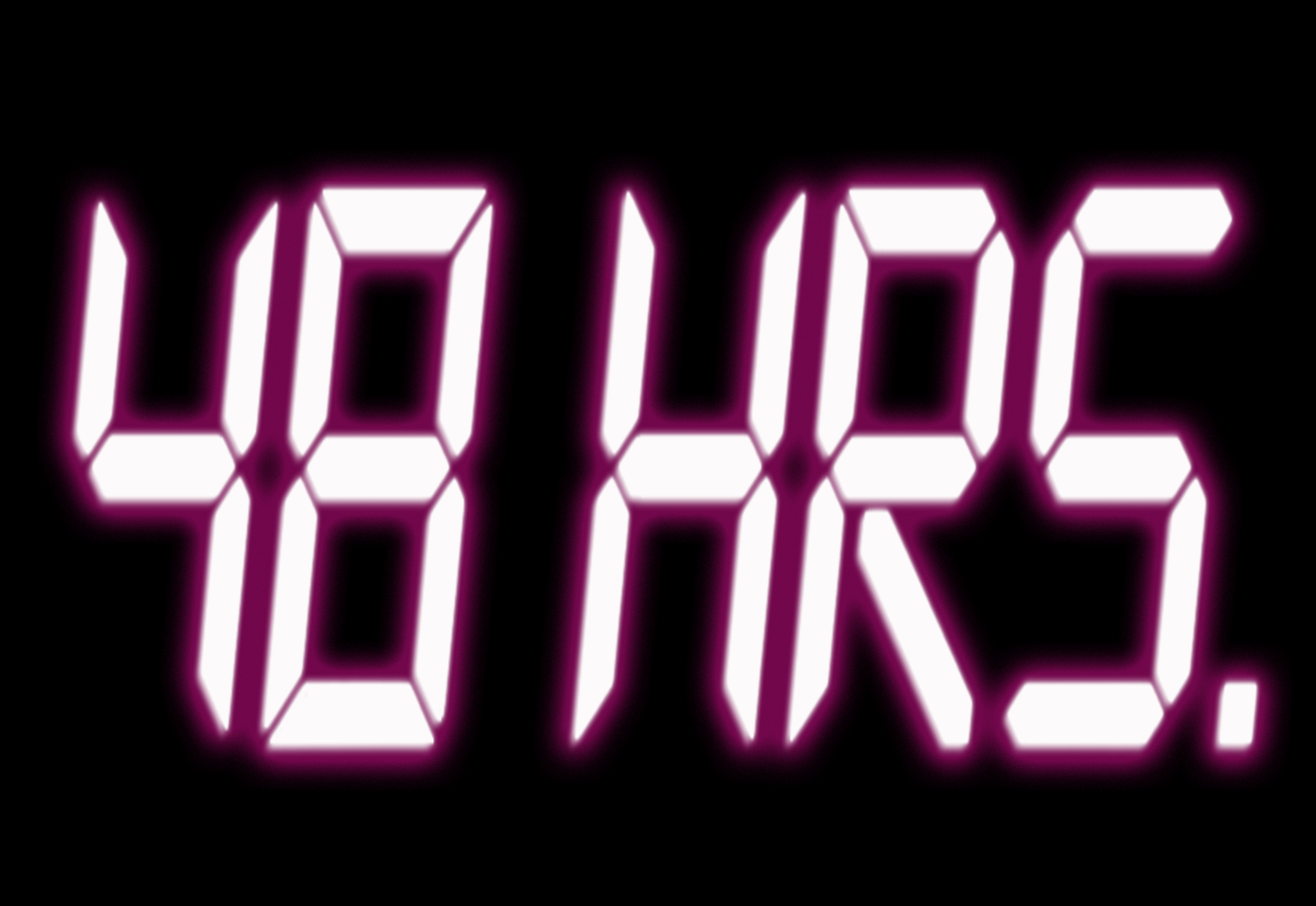
Logo du film

48 Heures (48 Hrs.) est un film américain réalisé par Walter Hill et sorti en 1982. Le film met en scène Nick Nolte et Eddie Murphy.
À sa sortie, le film est un immense succès commercial avec 78 millions de dollars de recette. Le film relance la mode des buddy movies policiers et connaitra une suite, 48 Heures de plus, sortie en 1990. 48 heures lance par ailleurs la carrière cinématographique de l'humoriste Eddie Murphy, qui n'était jamais apparu dans un film auparavant.

## Synopsis
Deux meurtriers sont pourchassés par la police, alors qu'ils recherchent le butin d'un casse commis par Reggie Hammond (Eddie Murphy), un de leurs anciens complices actuellement emprisonné. Pour les retrouver, l'inspecteur de police du SFPD Jack Cates (Nick Nolte) a besoin de l'aide de Reggie. Il va le voir en prison pour solliciter sa collaboration mais Hammond négocie son aide contre une permission de sortie. Jack va donc faire en sorte que Reggie soit en liberté surveillée pendant 48 heures, durant lesquelles il va l'aider à retrouver ses anciens complices.

## Fiche technique
- Titre francophone : 48 Heures
- Titre original : 48 Hrs.
- Réalisation : Walter Hill
- Scénario : Roger Spottiswoode, Walter Hill, Larry Gross et Steven E. de Souza, avec la participation non créditée de Jeb Stuart
- Musique : James Horner
- Photographie : Ric Waite (en)
- Montage : Freeman A. Davies et Mark Warner
- Décors : John Vallone
- Costumes : Giorgio Armani (pour Eddie Murphy) et Marilyn Vance
- Production : Lawrence Gordon et Joel Silver

Producteur délégué : D. Constantine Conte
- Société de production : Paramount Pictures
- Distribution : Paramount Pictures
- Pays de production :  États-Unis
- Langue originale : anglais
- Budget : 12 000 000 $
- Format : Couleurs - 1,85:1 - Dolby - 35 mm
- Genre : action, comédie policière, thriller, buddy movie
- Durée : 96 minutes
- Dates de sortie : 
  - États-Unis : 9 décembre 1982
  - France : 27 avril 1983

## Distribution
- Nick Nolte (VF : Alain Dorval) : l'inspecteur Jack Cates
- Eddie Murphy (VF : Med Hondo) : Reggie Hammond
- Annette O'Toole (VF : Évelyn Séléna) : Elaine
- Frank McRae (VF : Robert Liensol) : lieutenant Haden
- James Remar (VF : Philippe Ogouz) : Albert Ganz
- David Patrick Kelly (VF : Jean Roche) : Luther Kelly
- Sonny Landham (VF : Marc de Georgi) : Billy Bear
- Brion James (VF : Jean-Pierre Delage) : Kehoe
- Kerry Sherman (VF : Dorothée Jemma) : Rosalie
- Jonathan Banks (VF : Jacques Thébault) : Algren
- James Keane (en) (VF : Roger Carel) : Vanzant
- Denise Crosby (VF : Anne Kerylen) : Sally
- Begonya Plaza : petite amie de Billy Bear (créditée Begoña Plaza)
- Olivia M. Brown : Candy
- Jack Thibeau (VF : Daniel Gall) : un inspecteur
- Sandy Martin : une femme policier
- Chris Mulkey (VF : Jacques Richard) : un policier
- R. D. Call : un officier de police
- Gloria E. Gifford : une prostituée
- Peter Jason (VF : Albert Augier) : le Barman cowboy au Torchy's bar
- John Dennis Johnston (VF : Pierre Hatet) : un client du Torchy's bar
- Ola Ray : une danseuse au Vroman's bar
- Brenda Venus : une entraineuse
- Marcelino Sánchez (en) (VF : Thierry Bourdon) : gardien du parking

## Production

### Genèse et développement
L'idée de départ vient du producteur Lawrence Gordon, collaborateur régulier de Walter Hill. Il avait entendu parler de la fille du gouverneur de Louisiane qui avait été enlevée. Le malfaiteur avait attaché de la dynamite sur sa tête et disait qu'il la tuerait dans 48 heures s'il ne recevait pas de rançon. Les policiers chargés de l'enquête sont alors allés dans une prison d'État à la rencontre d'un criminel, ancien voisin de cellule du ravisseur,. Roger Spottiswoode est chargé d'écrire plusieurs versions du scénario. Alors que le projet est initialement développé chez Columbia Pictures, il est finalement récupéré par Paramount Pictures. De nombreuses versions du script sont écrites, dont certaines par Walter Hill, qui était lié au projet depuis 1976.
Clint Eastwood avait voulu faire le film dans les années 1970 mais, après avoir joué un policier dans L'Inspecteur Harry, l'acteur préférait jouer le prisonnier. Finalement, après quelques réécritures, Clint Eastwood était parti tourner L’Évadé d’Alcatraz dans lequel il jouait un prisonnier. Il préfère alors abandonner 48 heures pour ne pas jouer le même rôle :

« Larry Gordon a ramené Clint Eastwood dans nos filets, mais celui-ci a été très clair : il voulait interpréter le prisonnier, pas le policier, car il jouait déjà l’inspecteur Harry chez Warner. J’ai réécrit le scénario, mais Clint est parti sur L’Évadé d’Alcatraz, de Don Siegel, et il n’allait pas incarner deux fois un prisonnier dans un laps de temps si court. J’ai repris le scénario en faisant du personnage du détenu un noir, c’est mon idée. Ce qui n’a pas vraiment excité le studio, je peux vous l’assurer, et donc je suis parti vers de nouvelles aventures… »

— Walter Hill, 2022

### Attribution des rôles
48 Heures est le tout premier film d'Eddie Murphy, qui était alors un comique devenu célèbre notamment grâce à l'émission Saturday Night Live. Avant lui, Gregory Hines était pressenti pour jouer le rôle, mais certains conflits rendent impossible sa participation. Eddie Murphy avouera plus tard qu'il n'était que le 4e ou le 5e choix du réalisateur. En effet, certains acteurs comme Richard Pryor, Howard E. Rollins Jr. ou encore Denzel Washington avaient été approchés. Une fois engagé, l'acteur insiste pour que le personnage change de nom. Il se nommait alors Willie Biggs, l'acteur trouve cela trop cliché.
Mickey Rourke, Sylvester Stallone, Kris Kristofferson, Jeff Bridges, Clint Eastwood ou encore Burt Reynolds ont refusé le rôle de Jack Cates, qui revient finalement à Nick Nolte.
David Patrick Kelly, qui incarne Luther Kelly, joue également un personnage nommé Luther dans Les Guerriers de la nuit (The warriors) (1979), un autre film de Walter Hill. Idem pour Sonny Landham (Billy Bear) qui incarnera un personnage prénommé Billy dans Predator en 1987.

### Tournage
Bien que l'action du film se déroule à San Francisco, le tournage a eu lieu majoritairement à Los Angeles.
Pendant le tournage, l'acteur James Remar ne dormait pas avant ses scènes pour donner à son personnage de méchant, Albert Ganz, un aspect sale et une attitude assez psychotique.
Sur le tournage, le novice Eddie Murphy improvise beaucoup. Walter Hill apprécie beaucoup cela. Mais comme l'acteur est peu expérimenté, le réalisateur aménage le planning et réserve ses scènes complexes pour la fin du tournage. Par ailleurs, Walter Hill entretient des rapports compliqués avec certains membres du studio. Jeffrey Katzenberg de Paramount n'apprécie pas du tout le jeu d'Eddie Murphy quand il visionne les rushes et suggère de le remplacer par un autre humoriste afro-américain, Clint Smith, qui a été pour un rôle mineur dans le film. Michael Eisner, alors président de Paramount, met quant à lui la pression sur Walter Hill pour avoir plus de scènes comiques et exigera notamment une scène dans laquelle les deux personnages principaux porteraient des costumes de poulets. Walter Hill raconte cette période du tournage : « J’étais vraiment sur la sellette. Eisner pensait que le côté polar était trop important et que je serais incapable de boucler une comédie. Il avait tort, car il y a souvent de l’humour dans mes films. On ne s’est jamais vraiment bien entendus. »

## Sortie et accueil

### Box-office
Le film connait un beau succès aux États-Unis et au Canada, se classant à la 7e place du box-office annuel. En France, il termine à la 36e place du box-office de 1983.
| Pays ou région    | Box-office        | Date d'arrêt du box-office | Nombre de semaines |
| ----------------- | ----------------- | -------------------------- | ------------------ |
| États-Unis Canada | 78 868 508 $      | 28 avril 1983              | 20                 |
| France            | 1 224 637 entrées |                            |                    |
| Mondial           | n/a               | -                          | -                  |

## Distinctions

### Récompenses
- 1982 : meilleure musique pour James Horner au LAFCA Award
- 1983 : Grand prix au Festival du film policier de Cognac

### Nominations
- 1983 : Révélation masculine de l'année pour Eddie Murphy au Golden Globes
- 1983 : Meilleur film au Prix Edgar-Allan-Poe

## Autour du film
- Le mot « fuck » apparaît 48 fois dans le film en version originale.
- On relève au moins une erreur dans le film : à l'hôtel, Cates refile son .44 à Ganz, ce dernier dit « Joli flingue ! » et tire sur Green puis en direction de Cates. On compte en tout 8 coups de feu alors que le revolver n'en comporte pas plus de six.
- Le bar dans lequel se rend Reggie est le Torchy's. Ce nom revient dans plusieurs films de Walter Hill comme celui d'un bar ou d'une boite de nuit : Driver (1978) et Les Rues de feu (1984). Plus tard, on le retrouvera dans Comment claquer un million de dollars par jour (1985), dans lequel joue également Margot Rose[1].
- La bande-son a été reprise dans Commando. Les deux films ont James Horner à la musique.

## Suite et remakes
En raison du succès du film, une suite sera réalisée. 48 Heures de plus sort en 1990.
Un projet de remake par les frères Joshua et Ben Safdie est annoncé en 2017. Les deux frères réalisateurs officient également comme scénaristes avec Jerrod Carmichael. En décembre 2019, les frères Safdie révèlent qu'ils ont retravaillé leur script en une nouvelle idée originale. 48 Heures avait déjà connu deux remakes indiens : le premier en langue hindi sorti en 1984, Andar Baahar (en) de Raj N. Sippy et un autre en langue kannada en 1992, Police File.
En 2022, Walter Hill déclare à propos du projet de remake américain : « Si vous devez faire un remake, vous devez avoir une bonne raison et quelque chose de différent à ajouter. Le refaire pareil, ça n’a aucun intérêt. Pour 48 heures, il faudra d’abord trouver des acteurs aussi bons que Nick et Eddie. Rien que pour cela, bonne chance les gars ! »

## Commentaire
Même si Les Anges gardiens (1974) avait ouvert la voie, 48 heures est considéré comme le premier buddy movie policier (Buddy cop (en) en anglais). Le film de Walter Hill popularise le genre dans les années 1980 ; suivront de nombreux films comme Deux Flics à Chicago (1986), L'Arme fatale (1987), Étroite Surveillance (1987), Double Détente (1988) ou encore Tango et Cash (1989). Le genre et ses codes continueront d'être utilisés dans la décennie suivante avec La Relève (1990), Le Dernier Samaritain (1991), La Manière forte (1991) ou encore Rush Hour (1998). En 2022, Walter Hill déclare : « Pourtant, 48 heures n’est pas un buddy movie, mais un anti-buddy movie. Nolte et Murphy ne peuvent pas se saquer, et ce qui est intéressant dans le film, c’est l’antagonisme des deux personnages qui se transforme en respect mutuel. J’ai vu quantité d’imitations de 48 heures, mais ce qui m’étonne toujours, c’est de voir à quel point elles sont mal faites, à côté de la plaque. Mais ça, c’est une autre histoire… »